# Pseudyrias merbecki
Pseudyrias merbecki là một loài bướm đêm trong họ Noctuidae.